# Protaphorura armata

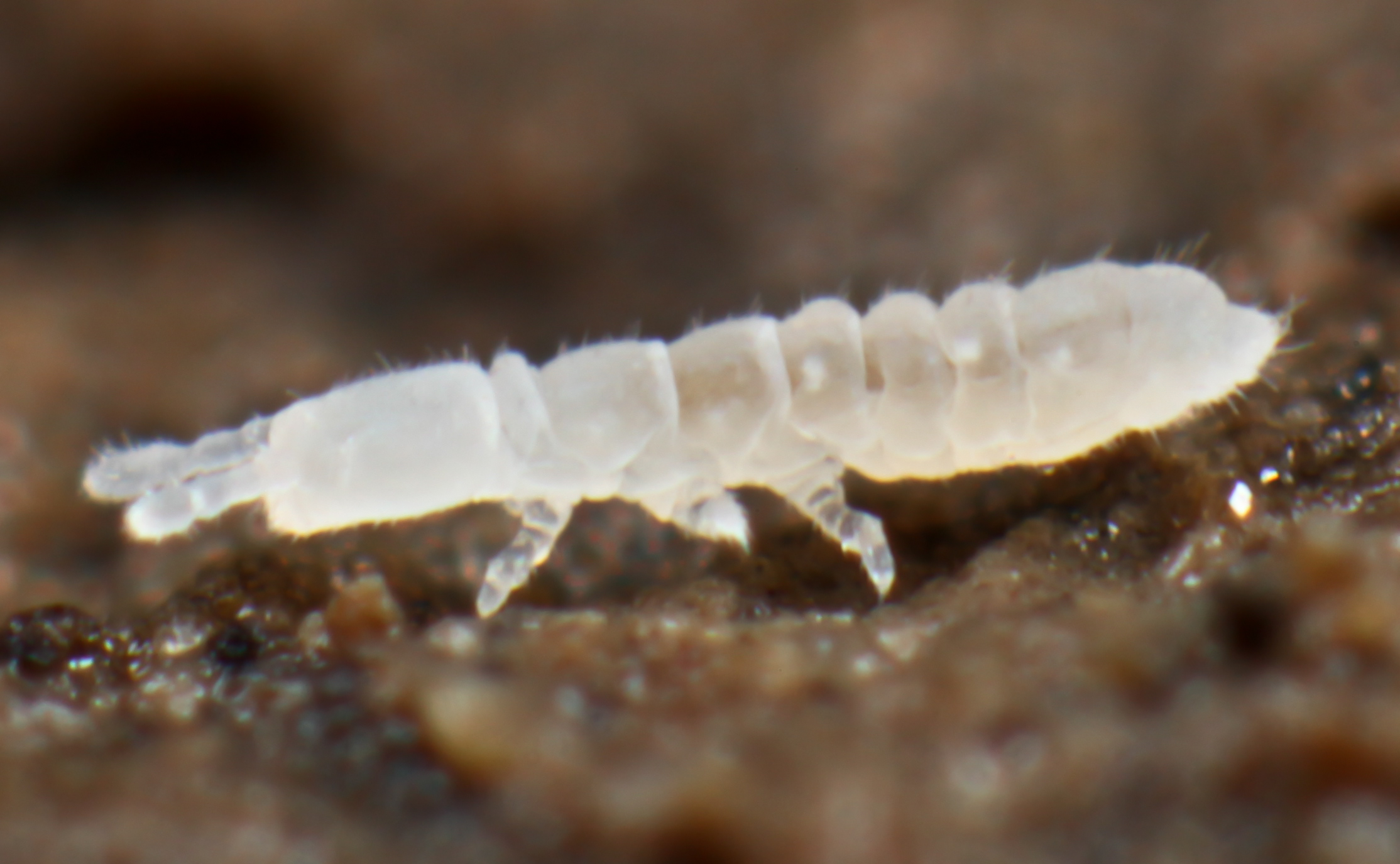
Ein juveniles Exemplar

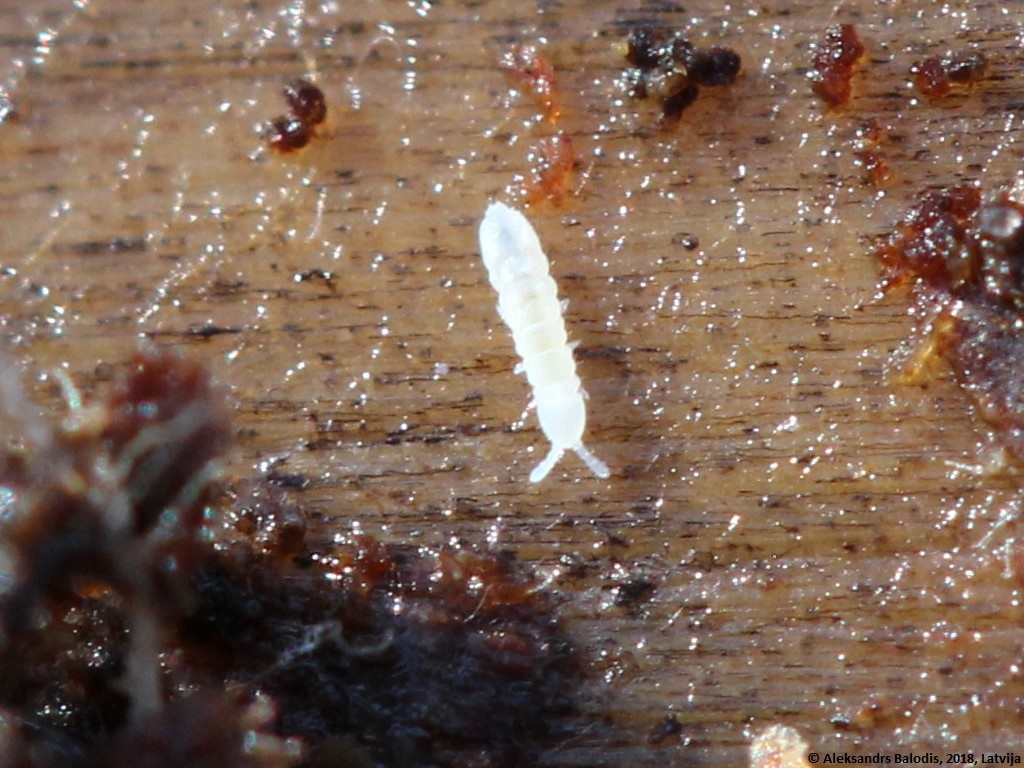
Ein Exemplar auf Totholz

Protaphorura armata ist eine Art der zu den Springschwänzen gehörenden Blindspringer. Die ursprünglich in Europa beheimatete Art wurde auch nach Amerika und Neuseeland eingeschleppt.

## Merkmale
Die Körperlänge beträgt 1,5–3 mm. Der Körper selbst ist pigmentlos und weiß, die Antennen und Beine kurz. Augen sind nicht vorhanden. Die Furca (Sprunggabel) ist nur noch als kleiner, rudimentärer Lappen vorhanden. Das Empodium (Sohlenläppchen gegenüber den Klauen der Tibiotarsen) ist so lang wie die Klaue und fadenförmig. Im Postantennalorgan (PAO) befinden sich ca. 25–30 einfach gelappte Bläschen. Neben dem PAO befinden sich Pseudocelli, ebenso auf den Rückenplatten (Tergiten) von Brust- und Hinterleibssegmenten. Es handelt sich um Membranöffnungen, durch die Wehrsekrete abgegeben werden können. Ihre Anzahl und Anordnung auf dem Körper wird zur Artbestimmung genutzt.

### Ähnliche Arten
Protaphorura aurantiaca ist gelblich gefärbt, wobei die Farbe bei in Alkohol eingelegten Tieren verblasst.

## Verbreitung
Die ursprünglich in Europa verbreitete Art ist mittlerweile kosmopolitisch verbreitet. Eine genaue Übersicht über die Verbreitungsgrenzen fehlt, bekannt ist die Art aber aus dem Norden Portugals, dem Westen, Norden und Osten Frankreichs, Großbritannien, Irland, den Niederlanden, Deutschland, Dänemark, Norwegen, Schweden, Polen, Tschechien, Lettland, Belarus und dem westlichen Russland. Außerhalb Europas gibt es bekannte Vorkommen in Mexiko, den Vereinigten Staaten, Kanada, den Aleuten und Neuseeland.

## Lebensraum
Die Art ist häufig in den oberen Bodenschichten, ferner unter Steinen, Rinde, im Moos, und in Höhlen in allen Höhenlagen anzutreffen.

## Ökologie
Palmitinsäure scheint als Semiochemikalie die Art zu attrahieren, während Linolsäure als Repellentsubstanz wirkt. In Experimenten wurde gezeigt, dass tote Springschwänze der verwandten Arten Onychiurus scotarius und Onychiurus circulans Protaphorura armata abschreckten, während lebende Individuen dies nicht taten. Extrakte der Onychiurus-Arten enthielten Palmitinsäure, Linolsäure und Ölsäure, während das Extrakt von Folsomia candida, deren tote Individuen P. armata nicht abschreckten, nur Ölsäure enthielt.

## Taxonomie
Die Art wurde von Tycho Tullberg 1869 als Lipura armata erstbeschrieben. Weitere Synonyme lauten:
- Adicranus fimetarius Bourlet, 1842
- Anurophorus gracilis Müller, 1859
- Aphorura 4-spina K. Absolon, 1901
- Aphorura ambulans Guthrie, 1903
- Aphorura armata subsp. stalagmitorum Absolon, 1900
- Drepanura incerta H. Schött, 1917
- Lipura ambulans Meinert, 1896
- Lipura arctica Tullberg, 1876
- Lipura aurantiaca J. T. Salmon, 1964
- Lipura incerta Moniez, 1893
- Lipura quadrispina Lie-Pettersen, 1896
- Lipura volvator J. T. Salmon, 1964
- Onychiurus armata R. W. Poole, 1997
- Onychiurus armatus subsp. denticulata Grinbergs, 1958
- Onychiurus armatus subsp. furcifera Stach, 1934
- Onychiurus armatus var. denticulata D. Pistor, 1955
- Onychiurus aurantiaca Turk, 1933
- Onychiurus campatus Gisin, 1952
- Onychiurus daviesi Bagnall, 1935
- Onychiurus flavescens J. T. Salmon, 1964
- Onychiurus flavidulus J. T. Salmon, 1964
- Onychiurus franconianus Gisin, 1961
- Onychiurus illaboratus Gisin, 1952
- Onychiurus makarensis J. T. Salmon, 1937
- Onychiurus nemoratus Gisin, 1952
- Onychiurus pannonicus Haybach, 1960
- Onychiurus pseudarmatus Folsom, 1917
- Onychiurus pseudovanderdrifti Gisin, 1957
- Onychiurus subaequalis Bagnall, 1937
- Onychiurus subarmatus H. Bödvarsson, 1970
- Onychiurus subhumatus Selga, 1963
- Onychiurus sublatus H.Bödvarsson, 1970
- Onychiurus subuliginatus H. Bödvarsson, 1970
- Onychiurus tricampatus Gisin, 1956
- Onychiurus uliginatus H. Bödvarsson, 1970
- Onychiurus vanderdrifti Gisin, 1952
- Onychiurus watersoni A. Parimuchová & L. Kovác, 2016
- Onychiurus waterstoni Bagnall, 1937
- Pediculus terrestris Linnaeus, 1746
- Podura ambulans Linnaeus, 1758
- Podura fimetaria Mohr, 1786
- Protaphorura 4-spina K. Absolon, 1901
- Protaphorura armatus S. B. Peck & J. Jacquemart, 2011
- Protaphorura bagnalli P. Shaw, C. Faria & B. Emerson, 2013
- Protaphorura illaborata (Gisin, 1952)
- Protaphorura nemorata (Gisin, 1952)
- Protaphorura subhumata (Selga, 1962)
- Protaphorura vanderdrifti Gisin, 1952
- Protaphorura waterstoni (Bagnall, 1937)

Bei Protaphorura armata handelt es sich vermutlich um eine Artengruppe mit zahlreichen ähnlichen Arten. Innerhalb der Artengruppe wurden bereits verschiedene Arten beschrieben.